# Le Reculet
Le Reculet est le second plus haut sommet du Jura, dans l'Ain, en France. Il culmine à 1 717 mètres d'altitude. Il est situé au sud-ouest du crêt de la Neige, au nord-ouest de Genève sur la commune de Thoiry, porte du parc naturel régional du Haut-Jura. Il est au cœur de la réserve naturelle nationale de la Haute Chaîne du Jura : son accès se fait donc sous respect de la réglementation de cette dernière.

## Toponymie
Le nom du Reculet viendrait du franco-provençal (ou arpitan) Recula, qui désigne un « lieu isolé au début d'une vallée ». Le nom a été francisé en Reculet (« lieu isolé, reculé », en langue d'oïl).

## Géographie

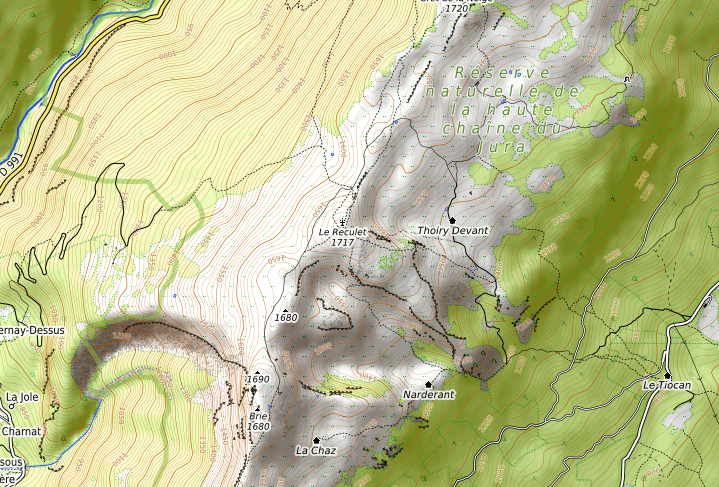
Carte topographique du Reculet.

Le Reculet est un sommet de l'anticlinal des monts Jura où sont situés la plupart des plus hauts sommets du massif. Il est situé à 2 km au sud-ouest du crêt de la Neige et à 5 km à l'est du crêt de Chalam et du crêt au Merle situés de l'autre côté de la vallée de la Valserine que Le Reculet domine de plus de 1 000 m. Son altitude de 1 718 m en fait le deuxième plus haut sommet du massif du Jura.
Depuis ce sommet, une vue s'offre sur le Pays de Gex, Genève, le lac Léman, la chaîne des Alpes, le mont Blanc, le Cervin, vue qui peut même porter jusqu'aux volcans d'Auvergne selon la visibilité.

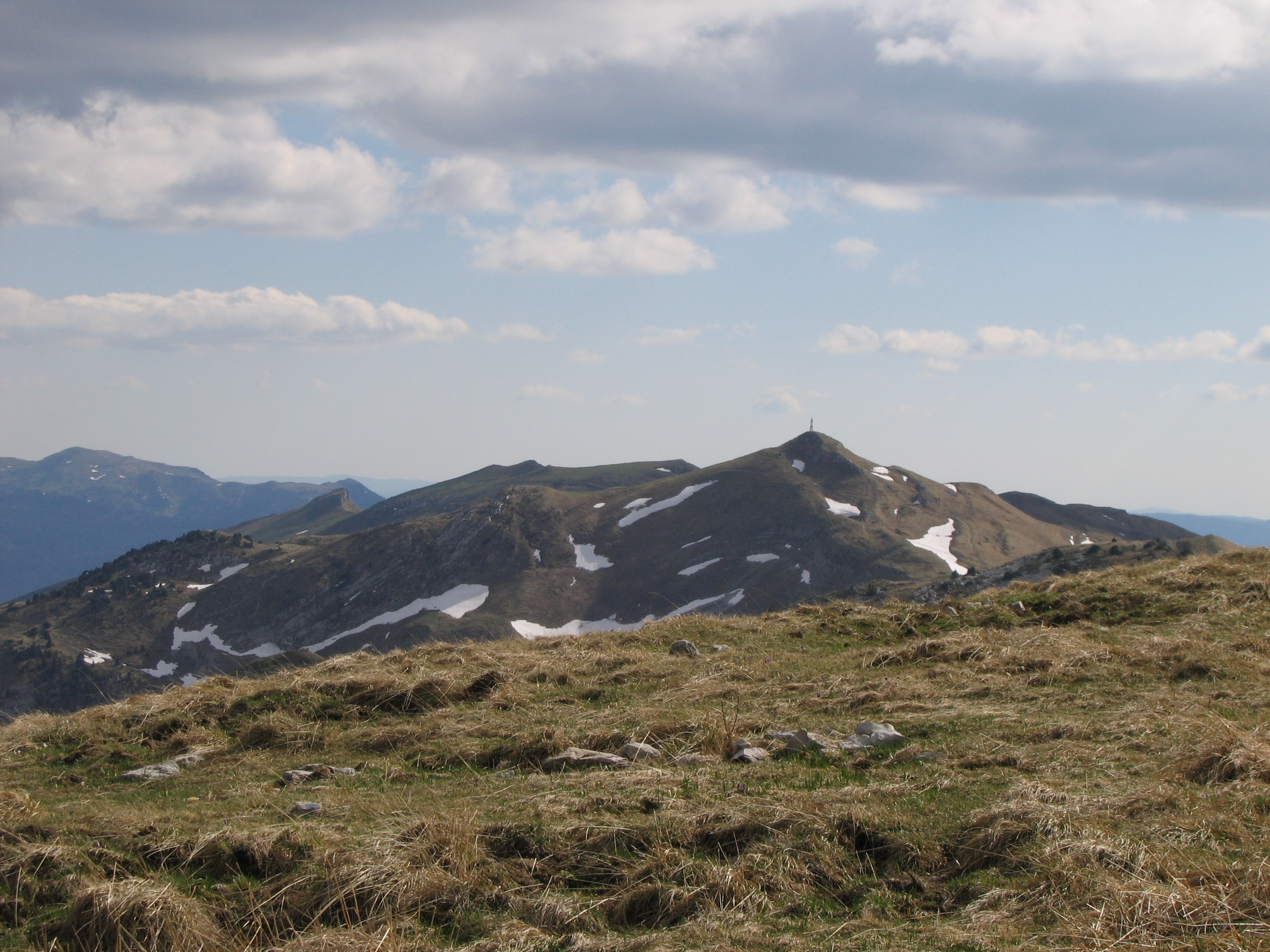
Le Reculet vu du nord-est
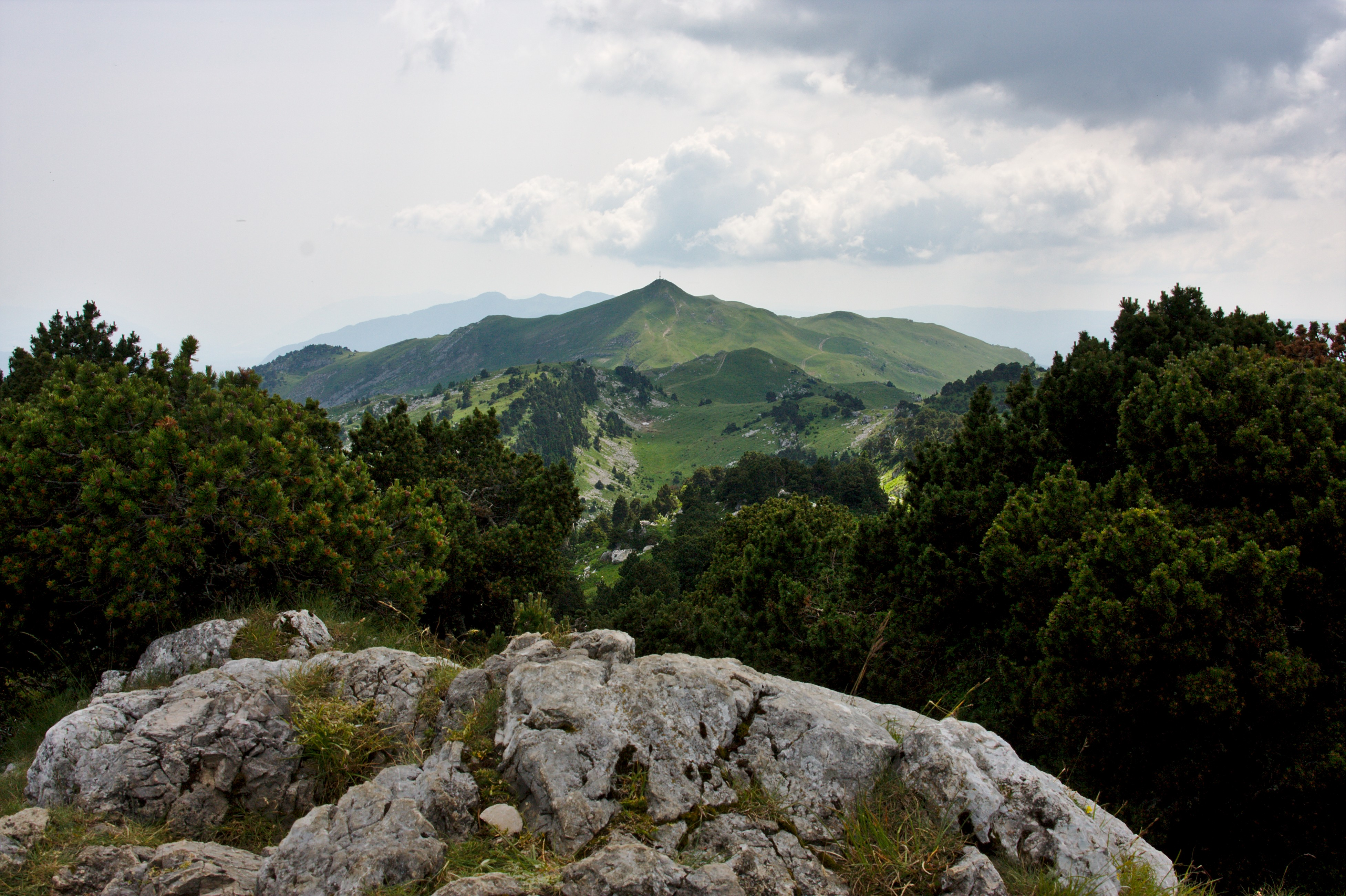
Vue du Reculet depuis le crêt de la Neige
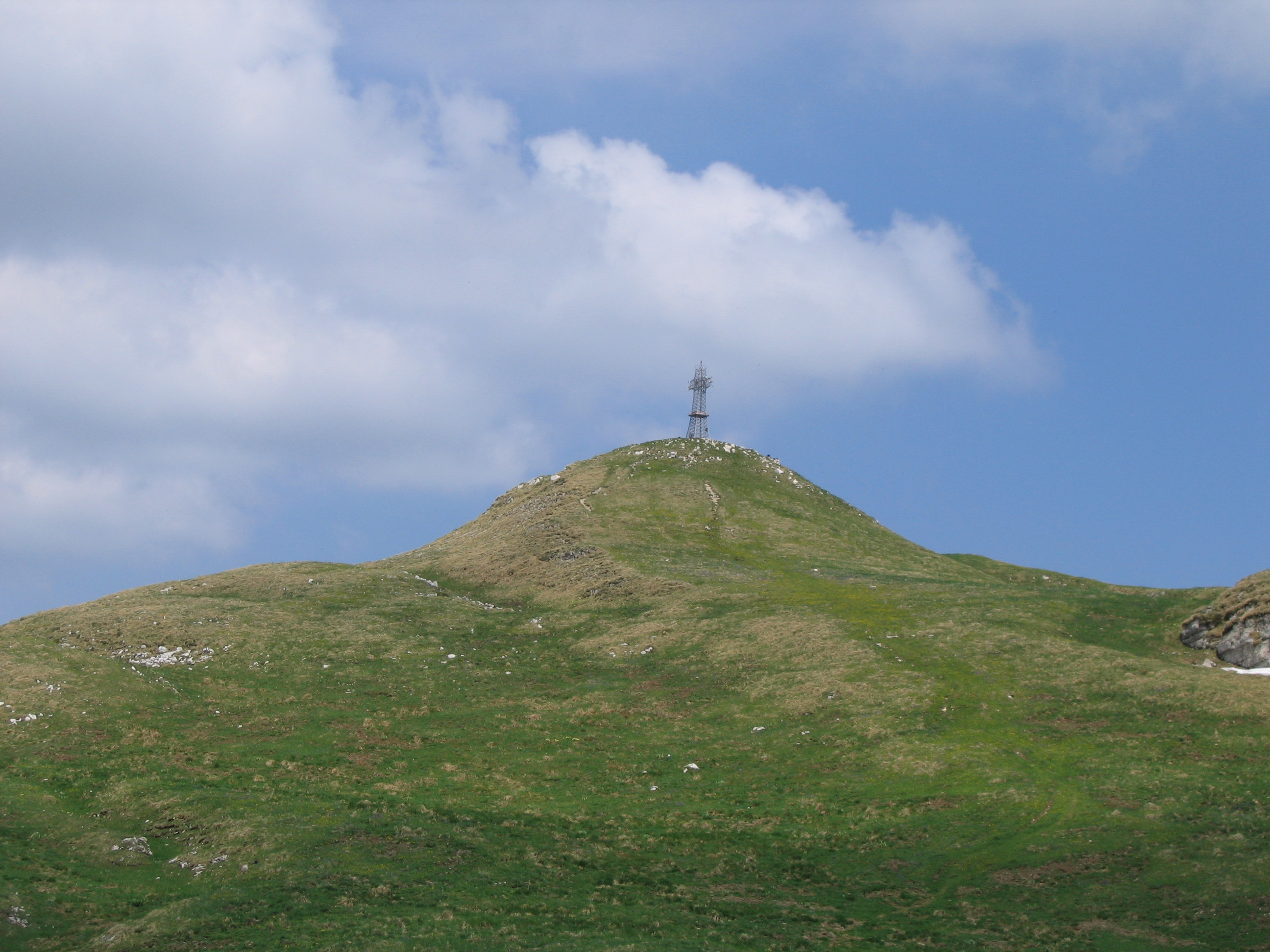
Le sommet
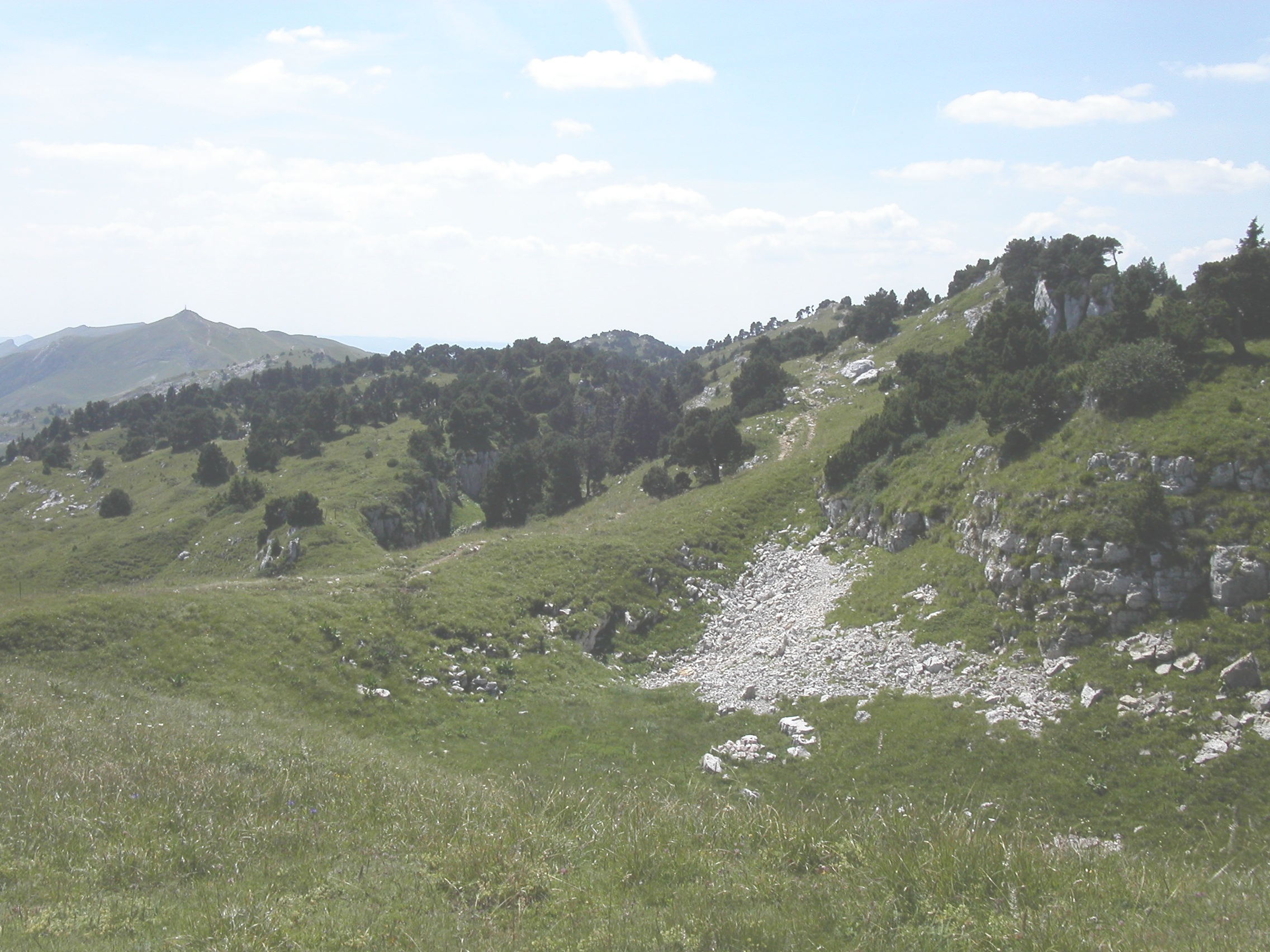
Sommet du crêt de la Neige, le Reculet en arrière-plan à gauche.
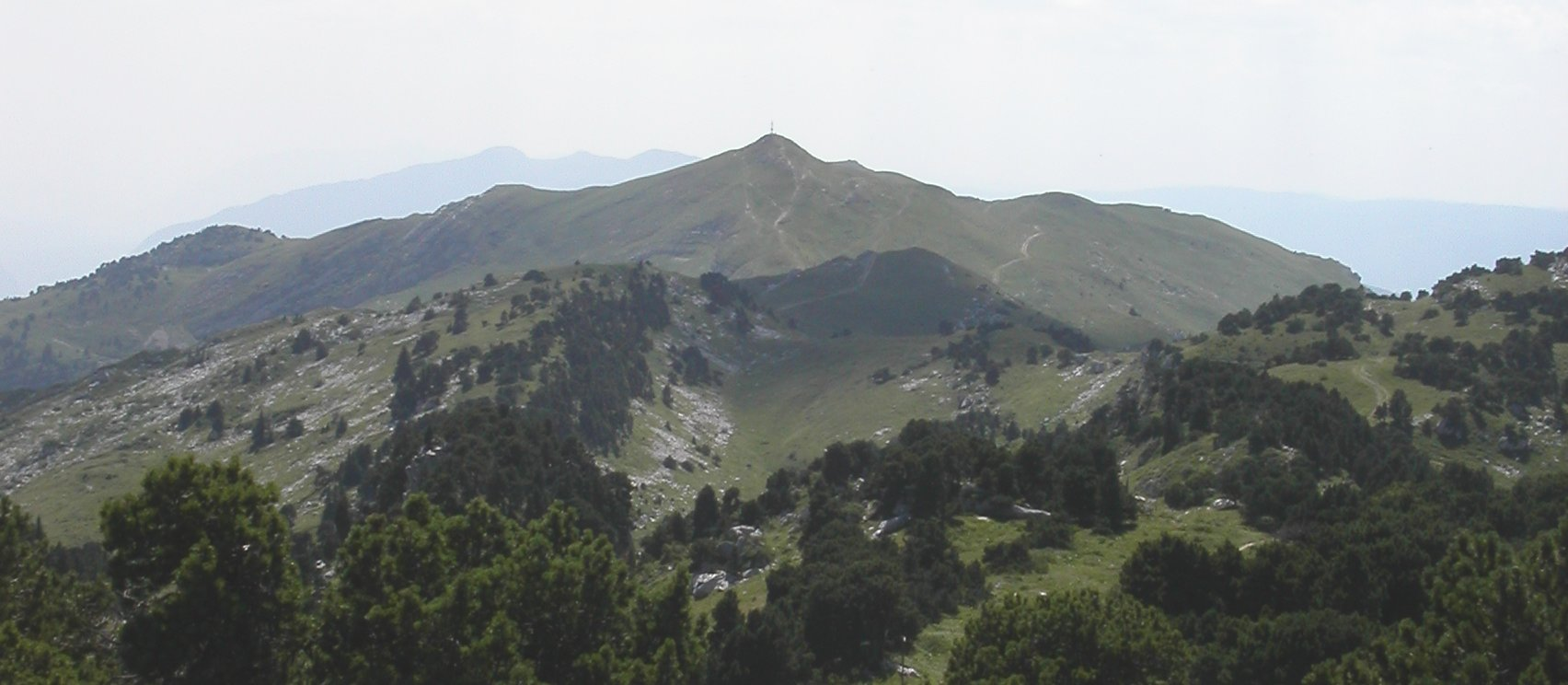
Sommet du Reculet
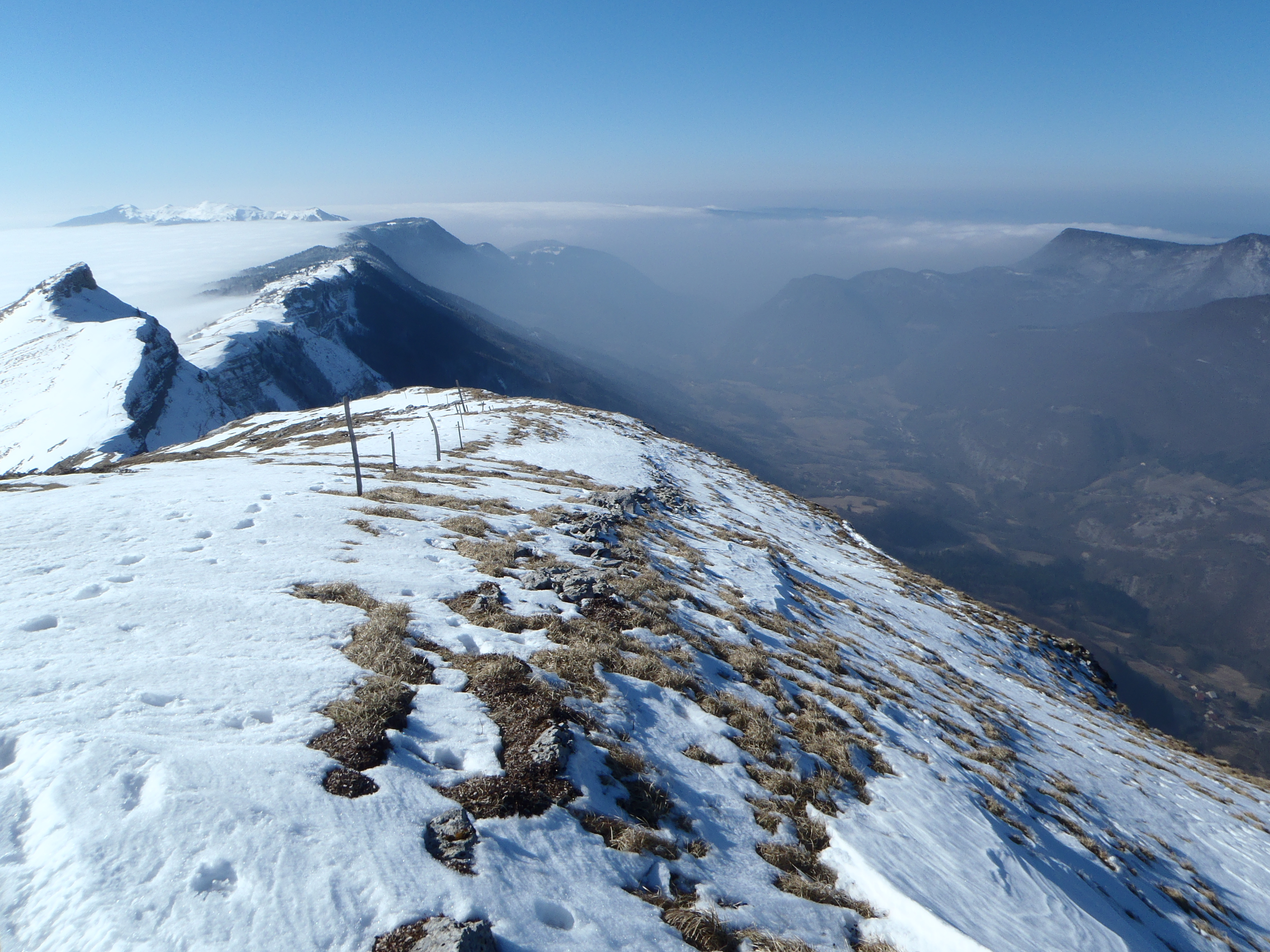
Vue vers le sud-ouest depuis La Marie du Jura, au sud du sommet.

## Histoire
Bien avant les promeneurs, le site du Reculet a été fréquenté par l'homme dès le Moyen Âge. En 1394, le comte de Savoie aberge à la communauté de Thoiry et de Fenières plusieurs alpages près du Reculet. Fenières reçoit l'alpage de Narderans en 1410, et Thoiry reçoit ceux de Thoiry-Devant et de Thoiry-Derrière. Chaque année, les bergers amènent leurs troupeaux, et ils y construisent une fruitière afin de produire du fromage. Les bergers édifient sur place un groupe de fenils qui devient un vrai petit village d'altitude qui sera utilisé jusqu'au XVIe siècle.
La croix du Reculet a été montée au sommet à dos d'homme par les forgerons et les habitants de Thoiry en 1892. Elle remplace une croix plus ancienne qui avait été érigée contre les protestants et pour renforcer le catholicisme dans le pays de Gex longtemps tourmenté par les guerres de religion.

## Mesures de l'altitude
La première détermination de l'altitude du Reculet est effectuée en 1828 par l'ingénieur-géographe Charles-Marie Filhon, qui mesure une altitude de 1 719,87 m, . C'est cette valeur, arrondie à 1 720 m, qui figure sur la carte d'état-major au 1/80 000e publiée en 1844 et sur la carte Dufour de la Suisse publiée en 1845. Cette altitude est reprise sur les cartes géographiques, encyclopédies et cartes postales durant une centaine d'années. Cette valeur est révisée à 1 717 m sur la carte topographique de 1950 à la suite d'un changement de système altimétrique. La carte IGN indique plus récemment une altitude de 1 718 m.
En 2024, une équipe de géophysiciens de l'Institut des Sciences de la Terre de l'Université de Lausanne effectue des mesures précises par GPS qui donnent pour le rocher le plus élevé du Reculet une altitude de 1 717,14 mètres, soit presqu'un mètre plus bas que la borne géodésique du crêt de la Neige (1 718,06 m) et plus de trois mètres plus bas que son point le plus élevé (1 720,83 m), prouvant ainsi que le Reculet n'est pas le point culminant du Jura, idée parfois émise par quelques auteurs.